# Чърчищка река
Чърчищката река (на гръцки: Κρανιά, Крания) е река в Егейска Македония, Гърция.

## Описание
Реката извира южно под върха Струнга (861 m). Тече в югоизточна посока, като минава между височините Синоро (848,2 m) на север и Еленица (895,3 m) и Кур (874,4 m) на юг. Пресича пътя Нестрам (Несторио) – Костур (Кастория) между местностите Сапатина на север и Билевец на юг и се влива в Бистрица като ляв приток след поклонническия център „Свети Спиридон“.